# Helicotylenchus
Genre
Synonymes
- Zimmermannia Shamsi, 1973[1]

Helicotylenchus est un genre de nématodes de la famille des Hoplolaimidae.

## Liste des espèces
Selon GBIF (22 avril 2021) :
- Helicotylenchus abunaamai Siddiqi, 1972
- Helicotylenchus africans
- Helicotylenchus africanus (Micoletzky, 1916)
- Helicotylenchus anchelicus Sher, 1966
- Helicotylenchus californicus Sher, 1966
- Helicotylenchus canadensis Waseem, 1961
- Helicotylenchus carolinensis Sher, 1966
- Helicotylenchus cephalatus Brzeski, 1998
- Helicotylenchus concavus Román, 1961
- Helicotylenchus coomansi Ali & Loof, 1975
- Helicotylenchus crenacauda Sherr, 1966
- Helicotylenchus digonicus Perry, 1959
- Helicotylenchus dihystera (Cobb, 1893)
- Helicotylenchus dihysteroides Siddiqi, 1972
- Helicotylenchus dishystera
- Helicotylenchus egyptiensis Tarjan, 1964
- Helicotylenchus elegans Roman, 1965
- Helicotylenchus erythrinae (Zimmermann, 1904)
- Helicotylenchus exallus Sher, 1966
- Helicotylenchus goodi Tikyani, 1969
- Helicotylenchus impar Prasad et al., 1965
- Helicotylenchus indicus Siddiqi, 1963
- Helicotylenchus kermarreci Marais, V.d.Berg, Quénéhervé & Tiedt, 2000
- Helicotylenchus leiocephalus Sher, 1966
- Helicotylenchus macrostylus Marais & Quénéhervé, 1996
- Helicotylenchus microcephalus Sher, 1966
- Helicotylenchus minutus Van Den Berg & Cadet, 1991
- Helicotylenchus minzi Sher, 1966
- Helicotylenchus mucronatus Siddiqi, 1963
- Helicotylenchus multicinctus (Cobb, 1893)
- Helicotylenchus neopaxilli Inserra et al., 1979
- Helicotylenchus oleae Inserra et al., 1979
- Helicotylenchus paraplatyurus Siddiqi, 1972
- Helicotylenchus paxilli Yuen, 1964
- Helicotylenchus persiaensis Kashi & Karegar, 2014
- Helicotylenchus planquettei Marais & Quénéhervé, 1999
- Helicotylenchus platyuris Perry, 1959
- Helicotylenchus pseudodigonicus Szczygiel, 1970
- Helicotylenchus pseudorobustus (Steiner, 1914)
- Helicotylenchus retusus Siddiqi & Brown, 1964
- Helicotylenchus rotundicauda Sher, 1966
- Helicotylenchus sandersae Ali & Loof, 1975
- Helicotylenchus scoticus Boag & Jairapuri, 1985
- Helicotylenchus spitsbergensis Loof, 1971
- Helicotylenchus steueri
- Helicotylenchus stylocercus Siddiqi & Pinochet, 1979
- Helicotylenchus tropicus Roman, 1965
- Helicotylenchus tunisiensis Siddiqi, 1964
- Helicotylenchus varicaudatus Yuen, 1964
- Helicotylenchus vulgaris Yuen, 1964

Également Helicotylenchus asiaticus et Helicotylenchus microlobus.